# SOS Tour
Il SOS Tour è il secondo tour musicale della cantante statunitense SZA, a supporto del suo secondo album in studio SOS (2022).
Secondo quanto dichiarato da Billboard Boxscore, con le date del 2023 SZA ha venduto 674 000 biglietti e incassato 95.5 milioni di dollari dal tour.

## Antefatti e descrizione
Il tour si compone di quattro tappe, due delle quali nel continente nordamericano, una in Europa e una in Oceania: le date della prima tappa nordamericana del tour sono state annunciate il 13 dicembre 2022, quattro giorni dopo la pubblicazione dell'album SOS; le successive due tappe sono state confermate l'11 aprile 2023; la tappa oceanica è stata annunciata nel febbraio 2024. I musicisti statunitensi Omar Apollo e D4vd hanno rispettivamente aperto gli spettacoli della prima e seconda tappa nordamericana, mentre la britannica Raye quelli della tappa europea (ad eccezione delle date di Colonia, Manchester e Glasgow, e di quella di Gdynia, quest'ultima poiché parte dell'Open'er Festival) e Sir quelli della tappa oceanica.
Primo tour di SZA a cinque anni di distanza dal Ctrl the Tour del 2017-2018, si è svolto interamente nelle arene, visitando complessivamente undici nazioni tra il 2023 e il 2024. La data presso il Wells Fargo Center di Filadelfia, originariamente prevista per il 2 marzo, è stata posticipata per ragioni non precisate al 26 settembre seguente, venendo collocata insieme alle date della terza tappa del tour. La data del 4 ottobre 2023 prevista alla Scotiabank Arena di Toronto è stata cancellata a poche ore dall'inizio a causa di problemi di salute della cantante, non venendo recuperata.

## Sinossi
Ogni concerto del tour ha una durata di circa 90 minuti. Gli spettacoli presentano temi che si accostano al mare e al nautico ed i critici hanno dichiarato che ogni spettacolo è diviso in quattro o cinque atti in base alla scenografia del palco. La configurazione e scenografia include anche filmati dell'acqua, proiettati tramite degli schermi, insieme a diversi oggetti di scena come ancore o barche che rinforzano il tema principale dei concerti. Per tutta la durata del concerto, SZA è accompagnata da una band di tre persone che si muove lungo tutto il palco. Inoltre, le esibizioni erano arricchite anche da ballerini che eseguivano balli di danza interpretativa, la maggior parte delle volte vestiti come marinai.
La scaletta standard presenta oltre 30 brani, molti dei quali appartengono all'album SOS. Diverse tracce, invece, provengono direttamente dal suo primo album in studio Ctrl, come per esempio Love Galore, Broken Clocks o Garden (Say It Like Dat). La cantante ha anche incluso diverse collaborazioni fatte con altri artisti, tra cui All the Stars con Kendrick Lamar o Kiss Me More con Doja Cat, oppure una cover di Big Lady di Erykah Badu. SZA ha aggiunto alla scaletta ufficiale anche brani come PSA o DTM, entrambi brani appartenenti alla prima ristampa di SOS che sarà intitolata Lana e sarà pubblicata nel corso del 2024. In alcune occasioni sono stati invitati degli ospiti speciali, principalmente altri artisti con i quali SZA aveva collaborato in passato, come Lizzo o Cardi B.
Un concerto inizia solitamente con una ricostruzione video della copertina dell'album SOS, che mostra la cantante seduta su un trampolino in mezzo all'oceano, accompagnata dal brano PSA. Lo schermo proietta un filmato pre-registrato in cui si mostra la sagoma della cantante che getta il microfono nell'oceano e la stessa che si tuffa a candela dal trampolino. SZA poi emerge per cantare Seek & Destroy, nascosta insieme ai suoi ballerini dietro la prima scenografia che mostra un peschereccio ormeggiato ad un molo.
Durante l'esibizione di Shirt SZA e i suoi ballerini vengono seguiti da immagini di gocce d'acqua e pozzanghere. Dopo una breve pausa per cambio d'abito, colmata da Smoking on My Ex Pack in sottofondo, SZA ricompare sul palco in cima a una barca a vela a grandezza naturale ormeggiata ad un molo, momento in cui la cantante si esibisce con un medley di All the Stars, Prom e Garden (Say It Like Dat). In seguito, SZA si esibisce con la sua canzone rock, F2F, unitamente al suo chitarrista, e sullo sfondo lo scenario si trasforma in un mare in burrasca che costringe SZA a salire su una zattera per mettersi in salvo, che la porta dall'altro lato dello stadio fino a un faro alto 6,1 metri.
Mentre viene trasportata dalla zattera, la cantante si esibisce in un medley di Supermodel, Special, Nobody Gets Me e Gone Girl. Concluso il brano si assiste ad un cambio di scenografia, in quanto il tema tempestoso giunge al termine e SZA ricostruisce una scenografia che rimanda a Kill Bill: Volume 1 in cui Gogo Yubari combatte la Sposa nella Casa delle foglie blu. La cantante indossa dei pantaloni da motociclista rossi e una giacca da moto, creando un collegamento con il video musicale del suo singolo Kill Bill, che inizia a eseguire subito dopo.
SZA conclude il suo concerto con l'esibizione di Good Days ritornando seduta sul trampolino come visto nella scena di apertura, con un video alle sue spalle che proietta il sole che ciclicamente sorge e tramonta. In alcune date la canzone di chiusura è stata 20 Something, dell'album Ctrl, e durante l'esibizione venivano mostrati video amatoriali della nonna della cantante, deceduta nel 2019. Terminata l'esibizione, su uno schermo un insieme di stelle formano la parola "The End" e iniziano a comparire i titoli di coda con i crediti, tra cui per primo SZA come direttore creativo. Conclusi i titoli di cosa, su uno schermo appare una breve anticipazione del video musicale di Low, in cui la cantante viene mostrata mentre utilizza un lanciafiamme.

## Estetica

### Influenze cinematografiche e teatrali
L'approccio della cantante con il tour è stato quello di «emozionare, far piangere e fare teatro», puntando alla catarsi attraverso la teatralità e la cinematica. SZA ha dichiarato a Billboard: «Voglio che [lo spettacolo] sia brillante ed esilarante, anche estenuante ed emozionante, come una festa, ma anche come una sessione di terapia». Le principali influenze che hanno caratterizzato lo stile dello SOS Tour derivano dagli stili del Cirque du Soleil e dal film diretto da Dario Argento Suspiria (1977), in particolare per i suoi colori accesi e saturi.
Le inclinazioni teatrali e cinematografiche sono evidenti in diversi esempi durante i concerti, in particolar modo attraverso l'utilizzo di oggetti di scena e scenografia che rimandano a cult cinematografici come Titanic o ai due capitoli di Kill Bill.
Altre influenze provengono dai film Disney. La stessa cantante, infatti, ha descritto i concerti «come un momento da Cenerentola, in cui coesistono cose strane, eteree, mistiche e cose belle» alternati a momenti più forti e seri che vengono contrapposti dalla scenografia e dai costumi. Durante una delle esibizioni, SZA indossa una gonna di tulle giallo, chiaro rimando al personaggio Belle de La bella e la bestia. Inoltre, le scenografie e i costumi prendono anche ispirazione da altri film Disney quali Aladdin, Il pianeta del tesoro e La sirenetta.

## Scaletta
Questa scaletta rappresenta quella del concerto del 21 febbraio 2023 a Columbus. Non è, pertanto, rappresentativa per tutti gli spettacoli del tour.
1. PSA
2. Seek & Destroy
3. Notice Me
4. Conceited
5. Love Galore
6. Broken Clocks
7. Forgiveless
8. Used
9. Bag Lady (cover di Erykah Badu)
10. Blind
11. Shirt
12. Too Late
13. Smoking on My Ex Pack
14. All the Stars
15. Prom
16. Garden (Say It like Dat)
17. F2F
18. Drew Barrymore
19. Doves in the Wind
20. Low
21. Open Arms
22. Supermodel
23. Special
24. Nobody Gets Me
25. Gone Girl
26. SOS
27. Kiss Me More
28. Love Language
29. Snooze
30. Kill Bill
31. I Hate U
32. The Weekend
33. Good Days

### Ospiti speciali
- 4 marzo 2023: Ghost in the Machine con Phoebe Bridgers; I Do e Tomorrow 2 con Cardi B[42]
- 7 marzo 2023: No Love con Summer Walker; Forever con Lil Baby[43]
- 23 marzo 2023: Ghost in the Machine con Phoebe Bridges; Special (Remix) con Lizzo[44]
- 1º, 13 e 17 giugno 2023: Love Galore e Low con Travis Scott[45][46]
- 11 ottobre 2023: Rich Baby Daddy con Sexyy Red[47]

## Date del tour
| Data              | Città            | Stato         | Luogo                         | Artisti d'apertura | Biglietti       | Incassi      |
| Nord America      | Nord America     | Nord America  | Nord America                  | Nord America       | Nord America    | Nord America |
| ----------------- | ---------------- | ------------- | ----------------------------- | ------------------ | --------------- | ------------ |
| 21 febbraio 2023  | Columbus         | Stati Uniti   | Schottestein Center           | Omar Apollo        | 11.816 / 11.816 | $1.537.939   |
| 22 febbraio 2023  | Chicago          | Stati Uniti   | United Center                 | Omar Apollo        | 13.991 / 13.991 | $2.194.940   |
| 24 febbraio 2023  | Detroit          | Stati Uniti   | Little Caesars Arena          | Omar Apollo        | 13.859 / 13.859 | $1.893.943   |
| 25 febbraio 2023  | Toronto          | Canada        | Scotiabank Arena              | Omar Apollo        | 14.383 / 14.383 | $1.748.955   |
| 27 febbraio 2023  | Washington, D.C. | Stati Uniti   | Capital One Arena             | Omar Apollo        | 13.335 / 13.335 | $2.018.730   |
| 28 febbraio 2023  | Boston           | Stati Uniti   | TD Garden                     | Omar Apollo        | 12.982 / 12.982 | $1.960.414   |
| 4 marzo 2023      | New York City    | Stati Uniti   | Madison Square Garden         | Omar Apollo        | 26.574 / 26.574 | $4.738.096   |
| 5 marzo 2023      | New York City    | Stati Uniti   | Madison Square Garden         | Omar Apollo        | 26.574 / 26.574 | $4.738.096   |
| 7 marzo 2023      | Atlanta          | Stati Uniti   | State Farm Arena              | Omar Apollo        | 11.069 / 11.069 | $1.724.301   |
| 9 marzo 2023      | Austin           | Stati Uniti   | Moody Center                  | Omar Apollo        | 11.898 / 11.898 | $1.705.910   |
| 10 marzo 2023     | Dallas           | Stati Uniti   | American Airlines Center      | Omar Apollo        | 13.588 / 13.588 | $2.166.710   |
| 13 marzo 2023     | San Diego        | Stati Uniti   | Viejas Arena                  | Omar Apollo        | 8.739 / 8.739   | $1.526.610   |
| 14 marzo 2023     | Oakland          | Stati Uniti   | Oakland Arena                 | Omar Apollo        | 12.937 / 12.937 | $1.909.305   |
| 16 marzo 2023     | Seattle          | Stati Uniti   | Climate Pledge Arena          | Omar Apollo        | 13.948 / 13.948 | $2.145.808   |
| 18 marzo 2023     | Portland         | Stati Uniti   | Moda Center                   | Omar Apollo        | 12.779 / 12.779 | $1.789.957   |
| 19 marzo 2023     | Vancouver        | Canada        | Rogers Arena                  | Omar Apollo        | 13.695 / 13.695 | $1.610.034   |
| 22 marzo 2023     | Inglewood        | Stati Uniti   | Kia Forum                     | Omar Apollo        | 25.026 / 25.026 | $3.826.099   |
| 23 marzo 2023     | Inglewood        | Stati Uniti   | Kia Forum                     | Omar Apollo        | 25.026 / 25.026 | $3.826.099   |
| Europa            |                  |               |                               |                    |                 |              |
| 1º giugno 2023    | Amsterdam        | Paesi Bassi   | Ziggo Dome                    | Raye               | 26.637 / 26.637 | $2.220.654   |
| 3 giugno 2023     | Amsterdam        | Paesi Bassi   | Ziggo Dome                    | Raye               | 26.637 / 26.637 | $2.220.654   |
| 5 giugno 2023     | Parigi           | Francia       | Accor Arena                   | Raye               | 14.572 / 14.572 | $1.246.341   |
| 7 giugno 2023     | Zurigo           | Svizzera      | Hallenstadion                 | Raye               | 12.689 / 13.000 | $981.390     |
| 9 giugno 2023     | Berlino          | Germania      | Mercedes-Benz Arena           | Raye               | 12.459 / 12.683 | $1.056.676   |
| 11 giugno 2023    | Colonia          | Germania      | Lanxess Arena                 | N.D.               | 12.837 / 16.778 | $960.721     |
| 13 giugno 2023    | Manchester       | Regno Unito   | AO Arena                      | N.D.               | 14.617 / 14.617 | $1.598.183   |
| 15 giugno 2023    | Glasgow          | Regno Unito   | OVO Hydro                     | N.D.               | 12.102 / 12.102 | $1.328.997   |
| 17 giugno 2023    | Londra           | Regno Unito   | The O2 Arena                  | Raye               | 58.558 / 58.558 | $6.841.508   |
| 18 giugno 2023    | Londra           | Regno Unito   | The O2 Arena                  | Raye               | 58.558 / 58.558 | $6.841.508   |
| 21 giugno 2023    | Dublino          | Irlanda       | 3Arena                        | Raye               | 22.950 / 22.950 | 2.217.714    |
| 22 giugno 2023    | Dublino          | Irlanda       | 3Arena                        | Raye               | 22.950 / 22.950 | 2.217.714    |
| 25 giugno 2023    | Londra           | Regno Unito   | The O2 Arena                  | Raye               | [ 49 ]          | [ 49 ]       |
| 26 giugno 2023    | Londra           | Regno Unito   | The O2 Arena                  | Raye               | [ 49 ]          | [ 49 ]       |
| 29 giugno 2023    | Gdynia           | Polonia       | Aeroporto di Gdynia-Kosakowo  | N.D.               | N.D.            | N.D.         |
| Nord America      |                  |               |                               |                    |                 |              |
| 20 settembre 2023 | Miami            | Stati Uniti   | Kaseya Center                 | D4vd               | 12.841 / 12.841 | $2.112.359   |
| 22 settembre 2023 | Tampa            | Stati Uniti   | Amalie Arena                  | D4vd               | 12.846 / 12.846 | $1.927.686   |
| 24 settembre 2023 | Nashville        | Stati Uniti   | Bridgestone Arena             | D4vd               | 14.082 / 14.082 | $2.127.204   |
| 26 settembre 2023 | Filadelfia       | Stati Uniti   | Wells Fargo Center            | D4vd               | 14.014 / 14.014 | $1.935.840   |
| 28 settembre 2023 | Baltimora        | Stati Uniti   | CFG Bank Arena                | D4vd               | 11.980 / 11.980 | $1.957.047   |
| 30 settembre 2023 | Boston           | Stati Uniti   | TD Garden                     | D4vd               | 13.080 / 13.080 | $2.308.313   |
| 1º ottobre 2023   | Newark           | Stati Uniti   | Prudential Center             | D4vd               | 12.171 / 12.171 | $2.128.618   |
| 6 ottobre 2023    | New York City    | Stati Uniti   | Barclays Center               | D4vd               | 27.673 / 27.673 | $4.313.611   |
| 7 ottobre 2023    | New York City    | Stati Uniti   | Barclays Center               | D4vd               | 27.673 / 27.673 | $4.313.611   |
| 10 ottobre 2023   | Chicago          | Stati Uniti   | United Center                 | D4vd               | 13.586 / 13.586 | $2.343.408   |
| 11 ottobre 2023   | St. Louis        | Stati Uniti   | Enterprise Center             | D4vd               | 11.288 / 11.288 | $1.913.041   |
| 14 ottobre 2023   | Houston          | Stati Uniti   | Toyota Center                 | D4vd               | 11.660 / 11.660 | $2.069.681   |
| 15 ottobre 2023   | San Antonio      | Stati Uniti   | AT&T Center                   | D4vd               | 13.432 / 13.432 | $2.283.737   |
| 18 ottobre 2023   | Denver           | Stati Uniti   | Ball Arena                    | D4vd               | 12.763 / 12.763 | $2.181.141   |
| 19 ottobre 2023   | Salt Lake City   | Stati Uniti   | Vivint Arena                  | D4vd               | 10.119 / 10.119 | $1.693.779   |
| 22 ottobre 2023   | Los Angeles      | Stati Uniti   | Crypto.com Arena              | D4vd Vans          | 24.892 / 24.892 | $4.721.678   |
| 23 ottobre 2023   | Los Angeles      | Stati Uniti   | Crypto.com Arena              | D4vd Vans          | 24.892 / 24.892 | $4.721.678   |
| 26 ottobre 2023   | San Francisco    | Stati Uniti   | Chase Center                  | D4vd Vans          | 12.708 / 12.708 | $1.918.458   |
| 28 ottobre 2023   | Paradise         | Stati Uniti   | T-Mobile Arena                | D4vd Vans          | 15.152 / 15.152 | $2.341.712   |
| 29 ottobre 2023   | Phoenix          | Stati Uniti   | Footprint Center              | D4vd Vans          | 11.908 / 11.908 | $2.318.180   |
| Oceania           |                  |               |                               |                    |                 |              |
| 13 aprile 2024    | Auckland         | Nuova Zelanda | Spark Arena                   | Sir                | 28.931 / 30.643 | $3.176.262   |
| 15 aprile 2024    | Auckland         | Nuova Zelanda | Spark Arena                   | Sir                | 28.931 / 30.643 | $3.176.262   |
| 16 aprile 2024    | Auckland         | Nuova Zelanda | Spark Arena                   | Sir                | 28.931 / 30.643 | $3.176.262   |
| 19 aprile 2024    | Brisbane         | Australia     | Brisbane Entertainment Centre | Sir                | 20.320 / 20.320 | $2.763.343   |
| 20 aprile 2024    | Brisbane         | Australia     | Brisbane Entertainment Centre | Sir                | 20.320 / 20.320 | $2.763.343   |
| 23 aprile 2024    | Sydney           | Australia     | Qudos Bank Arena              | Sir                | 44.139 / 44.139 | $6.125.561   |
| 24 aprile 2024    | Sydney           | Australia     | Qudos Bank Arena              | Sir                | 44.139 / 44.139 | $6.125.561   |
| 26 aprile 2024    | Sydney           | Australia     | Qudos Bank Arena              | Sir                | 44.139 / 44.139 | $6.125.561   |
| 29 aprile 2024    | Melbourne        | Australia     | Rod Laver Arena               | Sir                | 40.105 / 40.105 | $5.512.550   |
| 30 aprile 2024    | Melbourne        | Australia     | Rod Laver Arena               | Sir                | 40.105 / 40.105 | $5.512.550   |
| 2 maggio 2024     | Melbourne        | Australia     | Rod Laver Arena               | Sir                | 40.105 / 40.105 | $5.512.550   |
| Totale            | Totale           | Totale        | Totale                        | Totale             | 807.721         | $113.119.055 |

### Cancellazioni
| Data           | Città        | Stato        | Luogo            | Causa        |
| Nord America   | Nord America | Nord America | Nord America     | Nord America |
| -------------- | ------------ | ------------ | ---------------- | ------------ |
| 4 ottobre 2023 | Toronto      | Canada       | Scotiabank Arena | Malattia     |